# Lac-St-Jean (ancienne circonscription fédérale)
Pour les articles homonymes, voir Lac-Saint-Jean.
Lac-St-Jean est une ancienne circonscription électorale fédérale de la région du Saguenay—Lac-Saint-Jean au Québec. Elle fut représentée de 1925 à 1935.
La circonscription a été créée en 1924 d'une partie de Chicoutimi—Saguenay. Abolie en 1933, elle fut fusionnée à la circonscription de Lac-Saint-Jean—Roberval.

## Géographie
En 1933, la circonscription de Lac-St-Jean comprenait:
- Les comtés de Lac-Saint-Jean-Est et Lac-Saint-Jean-Ouest

## Députés
1. 1925-1930 — Armand Sylvestre, Libéral
2. 1930-1935 — Joseph-Léonard Duguay, Conservateur